# Kroksjön (Älvsereds socken, Västergötland)
Kroksjön är en sjö i Falkenbergs kommun i Västergötland och ingår i Ätrans huvudavrinningsområde.